# トヨタすまいるライフ
トヨタすまいるライフ株式会社（英: TOYOTA Smile Life Inc.）は、愛知県豊田市に本社を置く不動産会社。

## 概要
1969年（昭和44年）6月、トヨタ自動車従業員の持ち家支援を行う福利厚生会社として設立された。現在は、トヨタホームを中心とする住宅販売や人材派遣などを行っている。
分譲戸建事業では「T-AVENUE」分譲マンション事業では「T-STAGE」、のブランドを使用している。

## 沿革
- 1969年（昭和44年）6月 - 「トヨタ住宅株式会社」として設立[4]。
- 2004年（平成16年）1月 - 「トヨタすまいるライフ株式会社」に商号を変更[4]。
- 2005年（平成17年）1月 - 総合ショールーム「すまいる館」をオープン[4]。
- 2015年（平成27年）4月 - リフォーム部門をトヨタホームリフォーム株式会社に統合し、子会社化[4][5]。
- 2016年（平成28年）7月 - 「すまいる館」トヨタホームモデルハウス「T-smart」誕生
- 2017年（平成29年）11月-「すまいる館」トヨタホームモデルハウス「T-smartⅡ」誕生
- 2018年（平成30年）5月 - 「すまいる館」リニューアルオープン

## 事業所
- 本社・すまいる館（愛知県豊田市）[1]
- すまいるファシリティセンター（旧保全サービスセンター）（愛知県豊田市）[1]
- すまいるプラザ田原（愛知県田原市）[1]
- アトリスパーク豊田丸山（愛知県豊田市）[1]
- すまいる館 赤池店（愛知県日進市）[1]
- すまいる館 不動産査定センター赤池駅前店（愛知県日進市）[1]
- すまいる館 四郷店（愛知県豊田市）[1]
- すまいる館 リフォームギャラリー（愛知県豊田市）[1]
- T-グランシア水源（サービス付き高齢者向け住宅） T-グランシア水源サロン（デイサービス）（愛知県豊田市）[1]
- T-グランシア大林サロン（デイサービス）（愛知県豊田市）[1]